# 内藤波知
内藤 波知（ないとう はち、? - 寛文12年12月20日（1673年2月6日））は、播磨赤穂藩主・浅野長友の正室。志摩鳥羽藩主・内藤忠政の娘。母は板倉重宗の娘。弟に内藤忠勝。姉妹に安部信友室、戸田氏西室、岩城秀隆室などがいる。
長友に正室として嫁ぎ、寛文7年（1667年）8月11日に長男・長矩、寛文10年（1670年）10月29日に次男・長広を出産したが、寛文12年（1672年）12月20日に浅野家の江戸藩邸において死去した。赤穂の照満山大蓮寺に葬られた。戒珠院殿理庵栄智大姉。

## 血族の刃傷
ちなみに長友も延宝3年（1675年）に死没したため、長矩・長広兄弟は幼少にして父母を失うことになった。長矩は赤穂事件のきっかけとなった刃傷事件を起こし切腹させられた。また波知の弟・内藤忠勝は芝増上寺の刃傷事件で永井尚長を殺害し切腹、波知の従兄甥・稲葉正休は江戸城で大老・堀田正俊を殺害し斬殺されている。